# 星捧月科
星捧月科也被称为无叶花科，只包含一属（Aphyllanthes）一种，是分布在地中海沿岸的星捧月（学名：Aphyllanthes monspeliensis），也叫无叶花。

## 分類
在克朗奎斯特分类法中无叶花属被分在百合科下。1998年根据基因亲缘关系分类的APG 分类法将其单独分为一个科，2003年经过修订的APG II 分类法认为这个科也可以和天门冬科选择合并。
《被子植物APG III分类法》(2009年) 則傾向將星捧月科併入廣義的天門冬科，而將本科以亞科方式表示：Aphyllanthoideae Lindley。